# Піньєйру (Мараньян)
Піньєйру (порт. Pinheiro) — муніципалітет в Бразилії, входить до складу штату Мараньян. Є складовою частиною мезорегіону Північ штату Мараньян. Входить до економічно-статистичного мікрорегіону Байшада-Мараньєнсі. Населення становить 73 502 чоловіки (станом на 2006 рік). Займає площу 1 465,503 км².
День міста — 3 вересня.